# Sächsisches Feuerwehrmuseum Zeithain
Das Sächsische Feuerwehrmuseum Zeithain ist ein Museum in Sachsen.

## Geschichte
Der Verein Feuerwehrhistorik Riesa eröffnete am 20. August 1994 das Feuerwehrmuseum. Es befindet sich in Zeithain im Landkreis Meißen. 2014 betrug die Ausstellungsfläche 400 Quadratmeter. Inzwischen stehen 3000 Quadratmeter überdachte Fläche zur Verfügung. Das Museum ist im Sommer an mehreren Tagen pro Woche geöffnet.
Das Museum ist vom Weltfeuerwehrverband CTIF zertifiziert.

## Ausstellungsgegenstände
Ausgestellt sind Dinge der Feuerwehr und der Brandbekämpfung. Dazu gehören Handdruckpumpen, selbstfahrende Dampfspritzen, Feuerwehrfahrzeuge, Rettungswagen, Krankenkraftwagen und gewöhnliche Personenkraftwagen.
2014 waren 20 Fahrzeuge ausgestellt, 2022 waren es 15 Pkw und Transporter sowie eine höhere Anzahl größerer Fahrzeuge. Ein Agrar- und Löschflugzeug der Interflug ist ebenfalls zu sehen.
Bekannt sind die folgenden Fahrzeuge: Tanklöschfahrzeuge 16 und 16 GMK auf Basis IFA W50, Grubenwehreinsatzwagen Robur LO 1800 A, Tanklöschfahrzeug 15 auf Basis IFA H3A, IFA P2M als Kübelwagen, Leichtes Löschgruppenfahrzeug Mercedes-Benz L 1500 S, Tanklöschfahrzeug 24 auf Basis ZIL-131, Kleinlöschfahrzeug TS 8 auf Basis Barkas V 901/2 und Tragkraftspritzenanhänger.

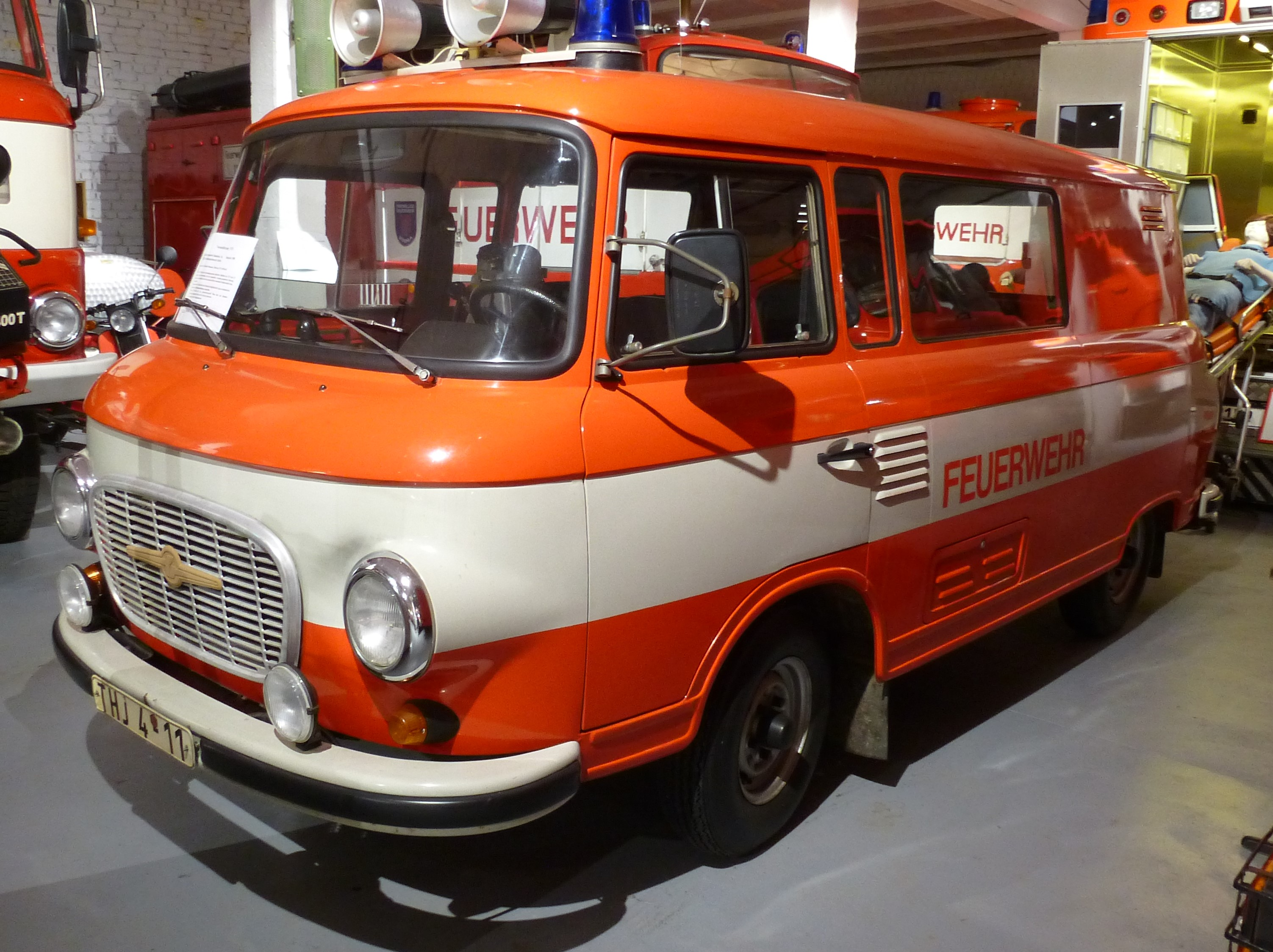
Barkas B 1000 von 1988
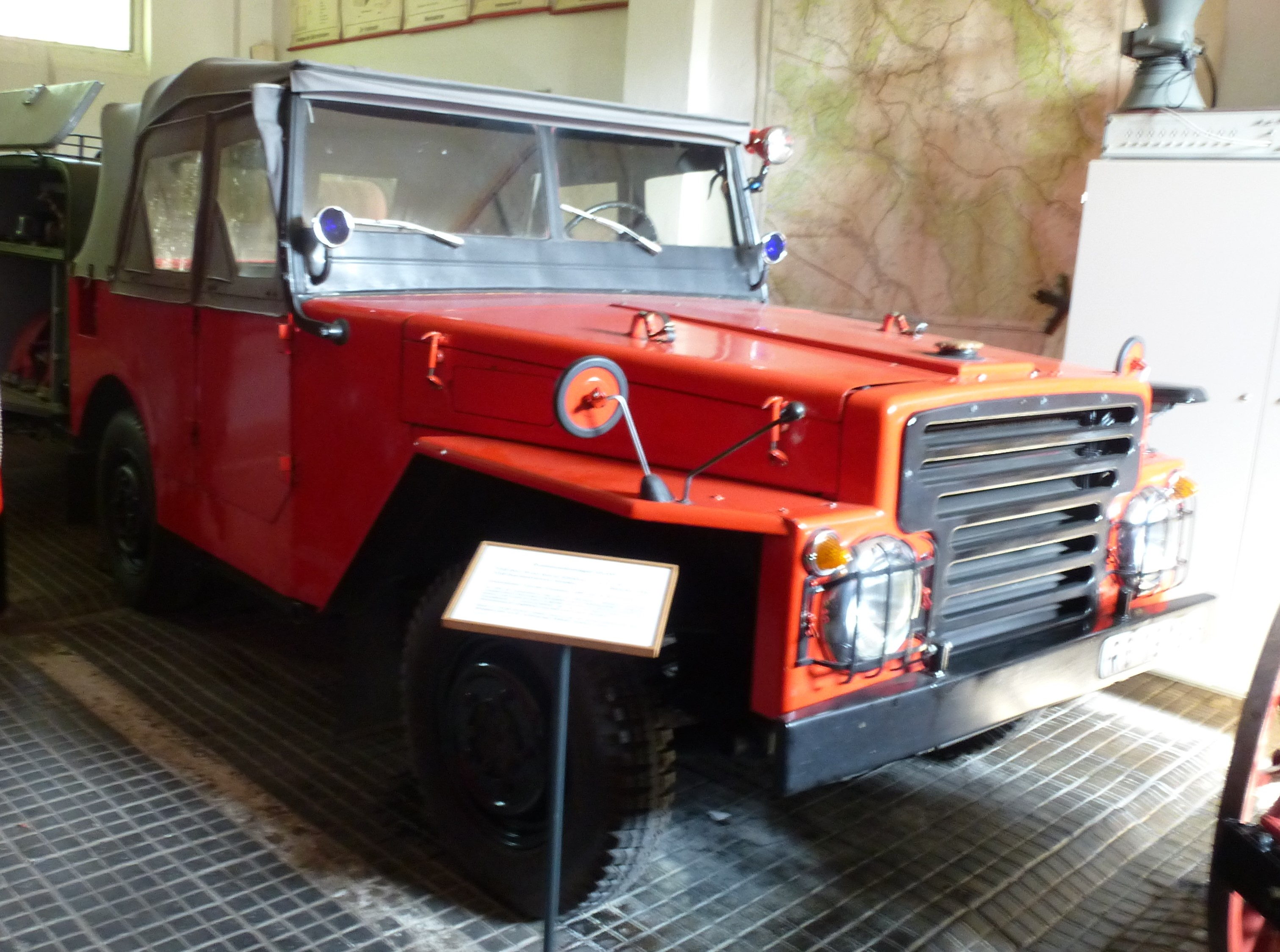
IFA P 2 M von 1958
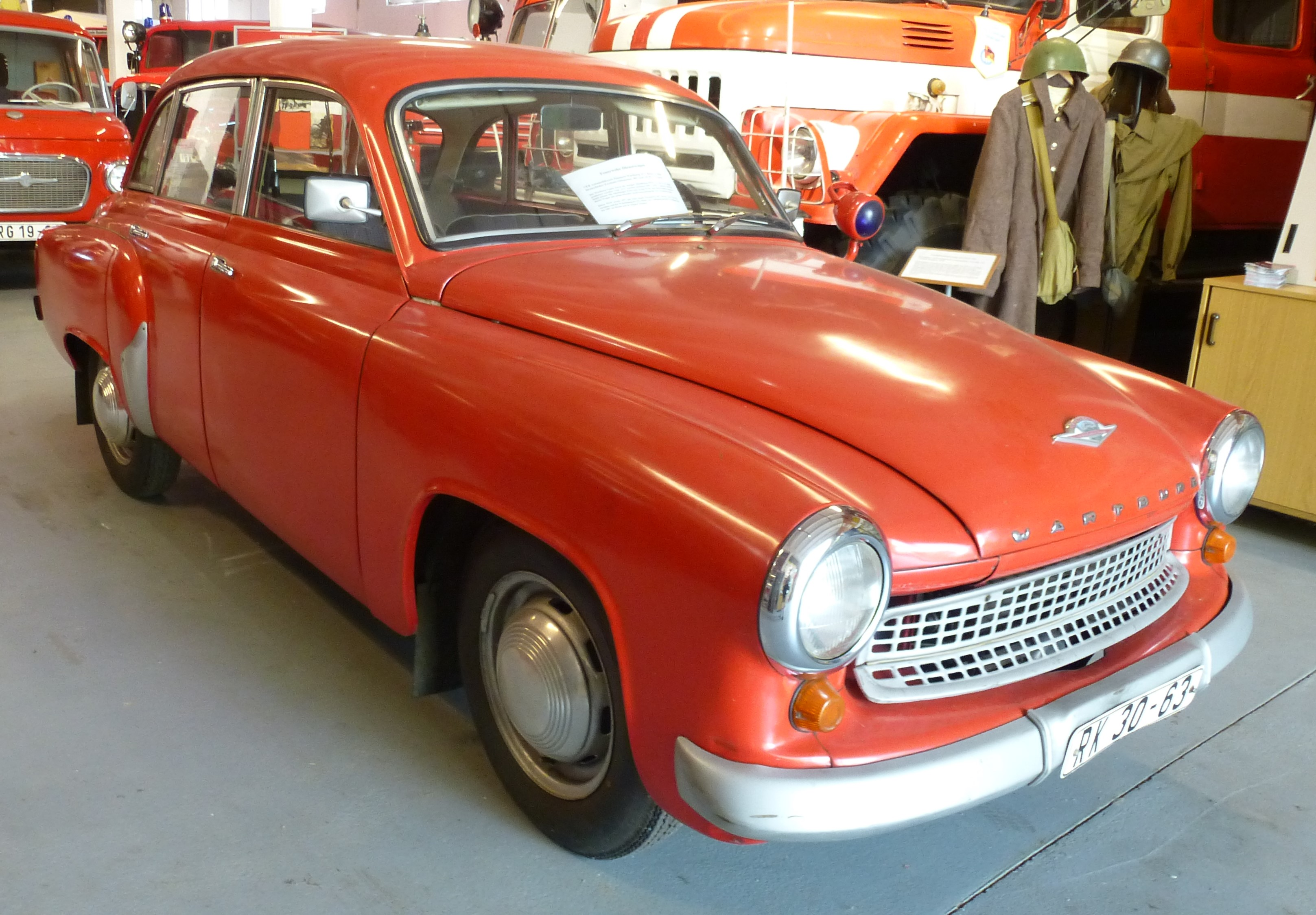
Wartburg 311 von 1958
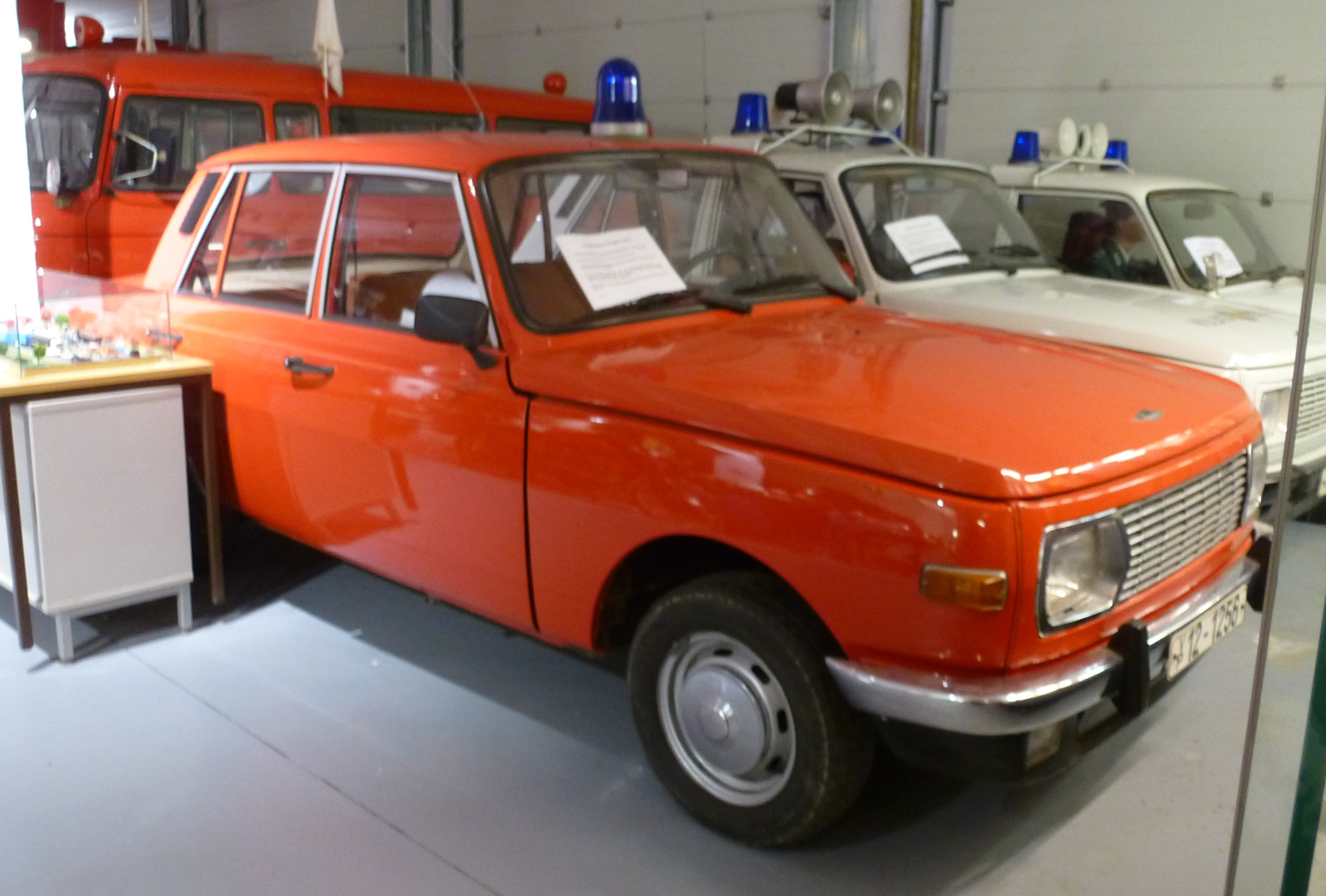
Wartburg 353 von 1981